# Raoyang (meteoryt)
Raoyang – meteoryt kamienny należący do chondrytów oliwinowo-hiperstenowych L 6, spadły w 1919 roku w chińskiej prowincji Hebei, w pobliżu miejscowości Raoyang. Z miejsca upadku meteorytu pozyskano 4,91 kg materii meteorytowej. Meteoryt Raoyang jest drugim meteorytem znalezionym w prowincji Hebei.